# Sarmiento (Chubut)
Pour les articles homonymes, voir Sarmiento.

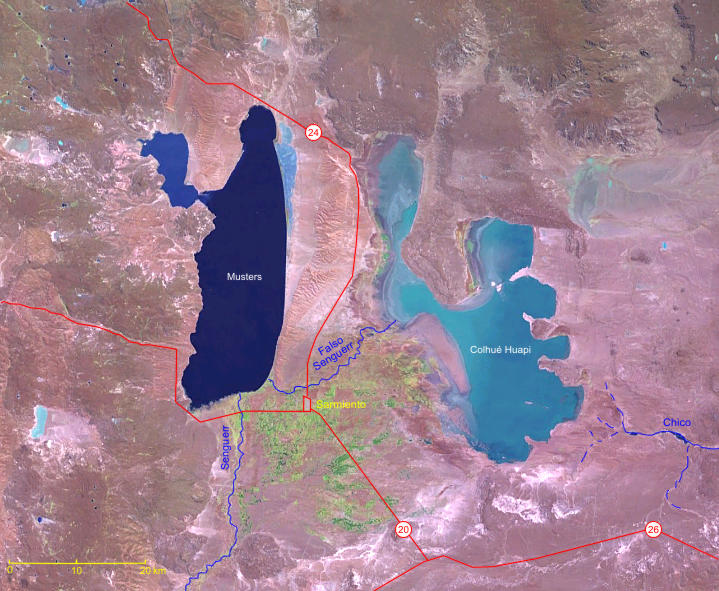
Le lac Colhué Huapi (à droite) et le lac Musters (à gauche) - entre les deux vers le sud, la ville de Sarmiento

Sarmiento est une ville de la province de Chubut, en Argentine, et le chef-lieu du département de Sarmiento. Elle est située dans la Patagonie argentine, à 140 km à l'ouest de Comodoro Rivadavia.

## Population
Sa population s'élevait à 8 028 habitants en 2001 contre 6 908 en 1991, soit une augmentation de 16,2 %. Cela la situe au sixième rang des villes les plus peuplées de la province de Chubut.
La DGCYE du Chubut estime que la population de la ville atteint 13 500 habitants en 2010.

## Géographie et climat
Sarmiento est située au sud de la province de Chubut,sur la meseta patagonique. La ville se trouve au centre d'une large cuvette, entre les lacs Musters et Colhué Huapi. La fertilité de cette dépression et l'abondance en eau rendent possible la culture de fruits fins (cerises, framboises, etc.).
Le climat est froid, aride et continental. La moyenne de janvier est d'environ 19 °C, avec des maxima de 35 °C. En juillet, les températures avoisinent 0 °C, avec des minima observés atteignant -33 °C (juin 1907). Mais en général, durant les jours les plus froids de l'hiver, la température baisse jusque -22 °C.